# قانون الزواج القسري (الحماية المدنية) لعام 2007
قانون الزواج القسري (الحماية المدنية) لعام 2007 (ج 20) هو قانون برلمان المملكة المتحدة. ويسعى القانون إلى مساعدة ضحايا الزواج القسري، أو أولئك المهددين بالزواج القسري، بتوفير سبل الانصاف المدنية. يمتد إلى إنجلترا وويلز وأيرلندا الشمالية - لا يمتد إلى اسكتلندا، حيث أن هذه هي الاختصاصات أو الصلاحيات المفوض بها.
محور القانون هو نظام  أو أوامر الحماية من الزواج القسري (FMPO). يمكن للشخص الذي يتعرض للتهديد بالزواج القسري أن يقدم إلى المحكمة بطلب امر حمايه من الزواج القسري، وقد ينتج عن الطلب أي أحكام قد تجدها المحكمة مناسبة لمنع الزواج القسري من الحدوث، أو لحماية ضحية الزواج القسري من آثاره، ويمكن أن تكون تلك التدابير مثل مصادرة جوازات السفر أو وضع قيود على الاتصال أو التواصل مع الضحية.
موضوع طلب الحماية من الزواج القسري ليس مرتبط فقط بالشخص الذي سيحدث له الزواج القسري، ولكنه يتطرق أيضا الي أي شخص آخر يساعد أو يحرض أو يشجع على الزواج القسري. يمكن اعتبار الزواج قسراً ليس فقط بالنسبة للزواج القائم علي أساس تهديد الضحية بالعنف الجسدي، ولكن أيضاً من خلال التهديد بالعنف الجسدي لأطراف اخري (مثل عائلة الضحية)، أو حتى العنف الذاتي (مثل الزواج الذي ينتج من خلال التهديد بالانتحار)،  إن الشخص الذي ينتهك طلب أو امر الحماية من الزواج القسري يقوم بخرق إجراءات المحكمة ويمكن إلقاء القبض عليه.